# 1235
Năm 1235 là một năm trong lịch Julius.